# Leucophenga xanthobasis
Leucophenga xanthobasis är en tvåvingeart som beskrevs av Charles Howard Curran 1936. Leucophenga xanthobasis ingår i släktet Leucophenga och familjen daggflugor. Inga underarter finns listade i Catalogue of Life.